# زیاد عبدالحمید
زیاد عبدالحمید (انگلیسی: Ziyad Abdul-Hameed؛ زادهٔ ۱ ژوئیهٔ ۱۹۵۲) بازیکن فوتبال اهل عراق بود.
وی همچنین در تیم ملی فوتبال عراق بازی کرده‌است.